# Innsworth
Innsworth est une paroisse civile du Gloucestershire, en Angleterre.